# Martin Jern
Bengt Martin Lars Jern, född 24 april 1978 i Lund, är en svensk regissör och författare. Han ingår i Sorgenfri Entertainment-kollektivet och driver produktionsbolaget Dansk Skalle tillsammans med Emil Larsson.

## Filmografi
- 2001 – Generation: Robinson (regi)
- 2003 – I Love Johan (regi)
- 2004 – Fjorton suger (manus, regi och producent)
- 2006 – Du & jag (regi och producent)
- 2009 – Knäcka (producent)
- 2009 – Mañana (producent)
- 2011 – Odjuret (manus, regi och producent)
- 2014 – 2 (producent)
- 2017 – Rum 213 (manus och producent)
- 2023 – Hallonbacken (manus och medproducent)

## Böcker
- 2007 – Så värt (X publishing)
- 2011 – Affektion (Rabén & Sjögren)
- 2012 – Het (Gilla Böcker)
- 2014 – Svensk synd (Rabén & Sjögren)
- 2019 – Spökjägare (Lilla Pirat Förlaget)
- 2020 – Spökjägare - Vänner att dö för (Lilla Pirat Förlaget)
- 2021 – Spökjägare - Aldrig i livet (Lilla Pirat Förlaget)
- 2022 – Spökjägare - Sista chansen (Lilla Pirat Förlaget)
- 2024 – Nu är det jul igen... och igen (Lilla Pirat Förlaget)
- 2025 – Första fallet på Guldhöjden (Lilla Pirat Förlaget)
- 2025 – Dylan & Lone (Gilla Böcker)